# Synagoga Sagal w Mohylewie
Synagoga „Sagal”, „Sagał” – bóżnica, mieszcząca się przy ul. Bychouskiej 6 w Mohylewie na Białorusi. 17 lutego 1930 roku budynek został skonfiskowany przez władze radzieckie i przeznaczony na magazyn.